# Yaare Koogadali
Yaare Koogadali è un film del 2012 diretto da Samuthirakani.

## Colonna sonora
1. Mamta Sharma, Udit Narayan – Hello 1 2 3 Mike Testing – 4:40
2. Sonu Nigam, Karthik, Anuradha Bhat – Yaarivano Yaarivano – 4:33
3. Kailash Kher – Kempaado Kempaado – 4:27
4. Anuradha Bhat – Gaaliyalli Eejuvaase – 1:25
5. Karthik, Anuradha Bhat – Yaarivano Yaarivano – 4:44